# Кнорринг, Николай Николаевич
Никола́й Никола́евич Кно́рринг (1880—1967) — русский историк и критик, отец русской поэтессы Ирины Кнорринг (1906—1943). Учился в гимназиях Самары и Симбирска, окончил историко-филологический факультет Московского университета (1907). С 1910 директор гимназии в Харькове.

## Биография
Член партии кадетов. В конце 1919 года — гласный Харьковской городской думы.
В 1920 году вместе с Морским корпусом, где преподавал историю, вместе с семьей на корабле «Генерал Алексеев» в результате Крымской эвакуации из Севастополя, через Константинополь в составе Русской эскадры прибыл в Бизерту, Тунис, где продолжил преподавание в Морском кадетском корпусе в Джебель Кебир.
Активно участвовал в создании Гарнизонного храма св. Павла Исповедника в Джебель Кебире, помогая военном-морскому священнику протоиерею Георгию Спасскому, о чём оставил воспоминания.
Живя в эмиграции в Париже, состоял в Союзе русских писателей и журналистов, был членом правления Тургеневской библиотеки, публиковался в зарубежных журналах, в частности, напечатал статьи о Розанове, Жемчужникове и историке Ключевском.
Вместе с мужем Ирины Кнорринг, поэтом Юрием Софиевым, после Великой Отечественной войны вернулся в СССР и был поселён в Алма-Ате.

## Семья
- Отец: Николай Егорович (1840—1914), титулярный советник
- Мать: Елизавета Андреевна (1860—1883)
- Жена: Мария Владимировна (урожденная Щепетильникова, 1881—1954), педагог
- Дочь: Ирина (1906—1943), поэтесса